# 蘭茨峰

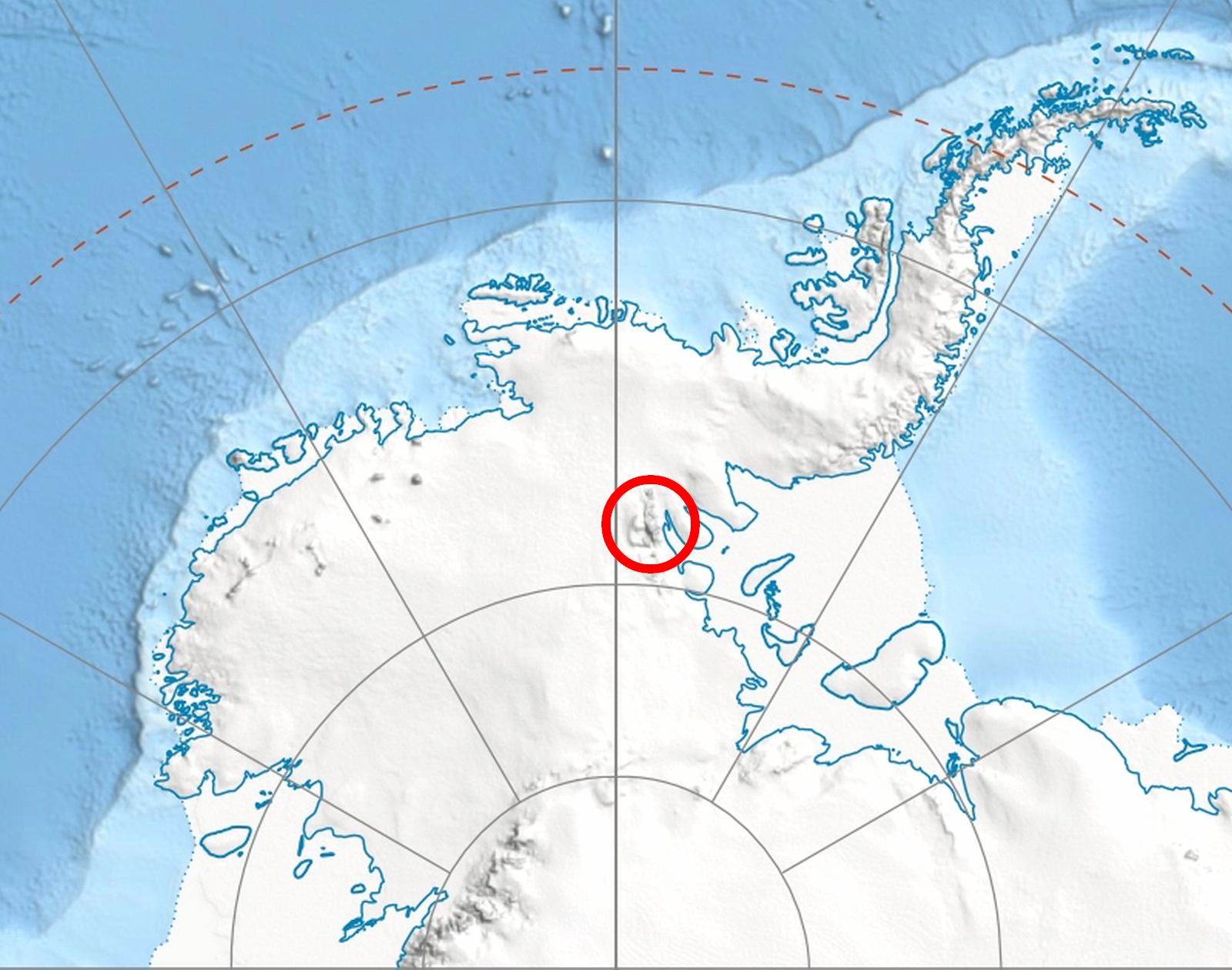

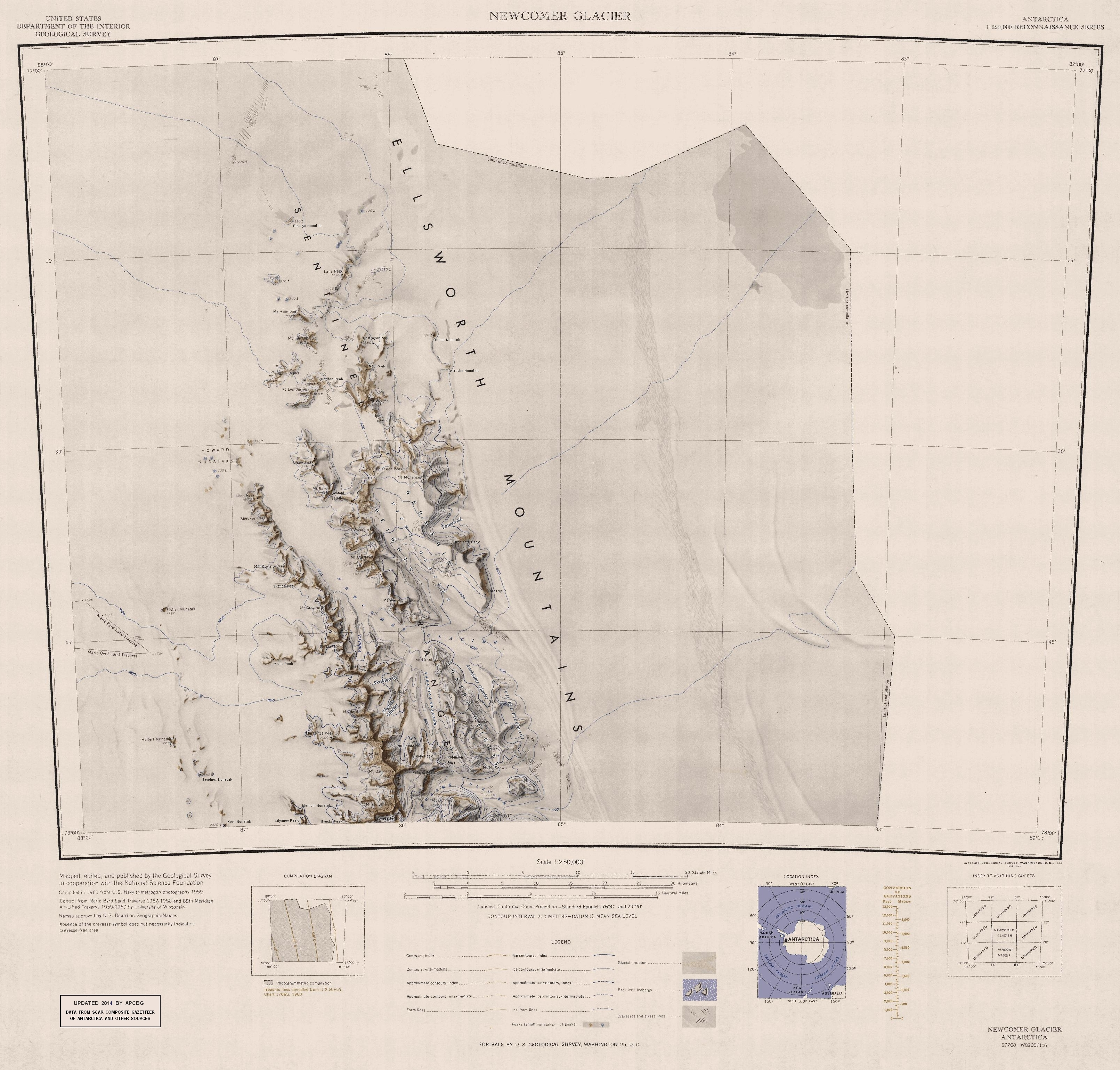

蘭茨峰（英語：Lanz Peak），是南極洲的山峰，位於埃爾斯沃思地，處於威姆斯山西北面19公里，屬於埃爾斯沃思山脈中森蒂納爾嶺的一部分，海拔高度1,570米，在1935年11月由美國探險家發現，現時由南極條約體系管理。